# Катрановые акулы
Катрановые акулы, или колючие акулы, или пряморотые акулы (лат. Squalidae), — семейство акул отряда катранообразных, в которое включают 2 рода. У основания спинных плавников имеются шипы, покрытые ядом. Анальный плавник отсутствует. Верхние и нижние зубы одинакового размера. На хвостовом стебле имеются латеральные кили, а также прекаудальная выемка. Вентральная выемка на верхней лопасти хвостового плавника отсутствует.
Название семейства и одного из родов происходят от слова лат. squalidus — «покрытый грубой кожей».

## Классификация
- Cirrhigaleus S. Tanaka (I), 1912 — Усатые колючие акулы[4]
  - Cirrhigaleus asper (Merrett, 1973)
  - Cirrhigaleus australis W. T. White, Last & Stevens, 2007
  - Cirrhigaleus barbifer —  S. Tanaka (I), 1912, или Усатая колючая акула
- Squalus Linnaeus, 1758 — Колючие акулы (род), или катраны
  - Squalus acanthias Linnaeus, 1758 — Пятнистая (короткопёрая, тупорылая) колючая акула, или обыкновенный (песочный, южный, патагонский) катран, или ноготница
  - Squalus acutirostris Y. T. Chu, Q. W. Meng & S. Li, 1984
  - Squalus albifrons Last, W. T. White & Stevens, 2007
  - Squalus altipinnis Last, W. T. White & Stevens, 2007
  - Squalus blainville (A. Risso, 1827) — Длинношипая колючая акула, или акула-катран
  - Squalus brevirostris Tanaka, 1917
  - Squalus bucephalus Last, Séret & Pogonoski, 2007
  - Squalus chloroculus Last, W. T. White & Motomura, 2007
  - Squalus crassispinus Last, Edmunds & Yearsley, 2007
  - Squalus cubensis Howell-Rivero, 1936 — Кубинская колючая акула, или кубинская колючепёрая акула
  - Squalus edmundsi W. T. White, Last & Stevens, 2007
  - Squalus formosus W. T. White & Iglésias, 2011
  - Squalus grahami W. T. White, Last & Stevens, 2007
  - Squalus griffini Phillipps, 1931
  - Squalus hemipinnis W. T. White, Last & Yearsley, 2007
  - Squalus japonicus Ishikawa, 1908 — Японский катран
  - Squalus lalannei Baranes, 2003
  - Squalus megalops (W. J. Macleay, 1881) — Коротконосый катран
  - Squalus melanurus Fourmanoir & Rivaton, 1979 — Темнохвостый катран
  - Squalus mitsukurii Jordan & Snyder, 1903 — Колючая акула Мицукури
  - Squalus montalbani Whitley, 1931
  - Squalus notocaudatus Last, W. T. White & Stevens, 2007
  - Squalus rancureli Fourmanoir & Rivaton, 1979 — Вануатский катран
  - Squalus raoulensis Duffy & Last, 2007
  - Squalus suckleyi (Girard, 1854)